# Hanbok

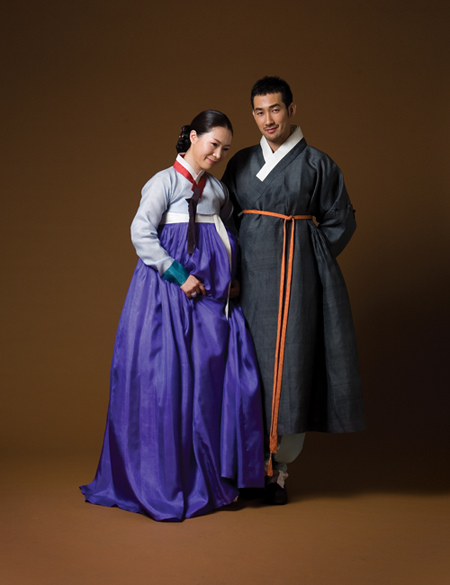
Una parella vestint respectius hanboks (el de dona i el d'home): Jeogori i chima (dona); durumagi exterior (home).

Hanbok (en Hangul:한복) (en AFI: haːn.bok̚) o Joseon-ot (en Hangul:조선옷) és el vestit tradicional coreà. Sovint, es caracteritza pels colors cridaners i per ser de línies simples i sense butxaques. Encara que el terme significa literalment "roba coreana", la paraula hanbok avui dia es refereix estrictament al hanbok del període Joseon i s'utilitza com a roba semiformal o formal durant els festivals i les celebracions.
En l'antiguitat els colors tenien un gran significat social, doncs s'usaven per distingir el poble de la reialesa; a les dones casades de les solteres i, fins i tot en l'actualitat, a la mare de la núvia i la del nuvi en les noces. Amb la introducció dels costums moderns a Corea ha disminuït molt l'ús del hanbok com a roba diària. No obstant això, encara pot veure's en noces o reunions socials.
El hanbok es compon d'una brusa amb mànigues amples com a ales i una faldilla molt més llarga que la brusa. Porta una cinta que accentua la línia del bust. Molts inclouen brodats que afegeixen elegància al vestit. El hanbok de les dones consisteix en un jeogori, és a dir, en una brusa o una jaqueta i també generalment s'usa una faldilla envolupant anomenada chima. Així el conjunt del vestit femení és sovint anomenat jeogori-chima. El hanbok tradicional dels homes consisteix en un jeogori amb uns pantalons folgats anomenats baji.

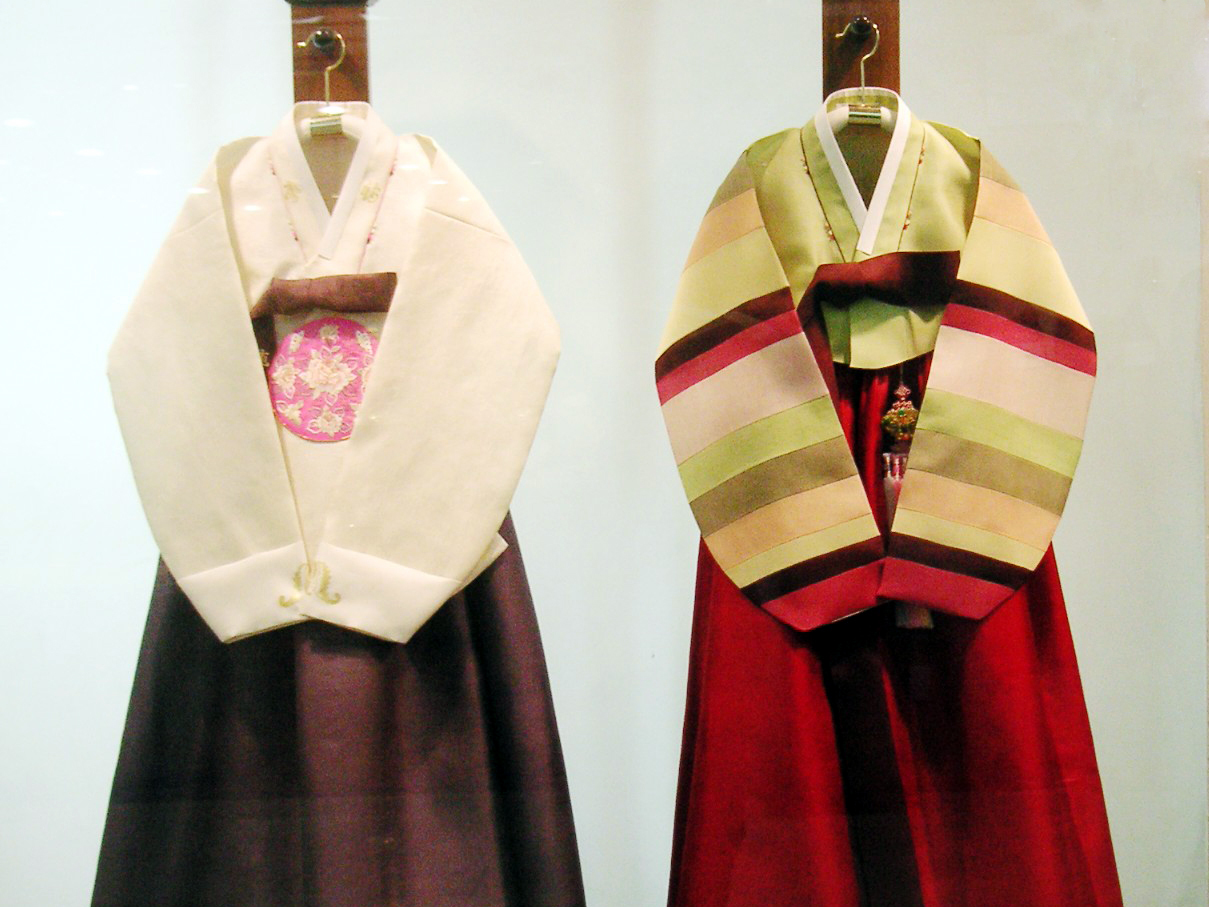
Hanbok de dona